# Paul Robinson (ur. 1978)
Paul Peter Robinson (ur. 14 grudnia 1978 w Watfordzie) – angielski piłkarz występujący na pozycji obrońcy w angielskim klubie Birmingham City. Wychowanek Watfordu, w swojej karierze reprezentował także barwy West Bromwich Albion, Boltonu Wanderers oraz Leeds United. Były reprezentant Anglii do lat 21.